# Bligny-sur-Ouche
Bligny-sur-Ouche je francouzská obec v departementu Côte-d'Or v regionu Burgundsko-Franche-Comté. V roce 2010 zde žilo 850 obyvatel. Je centrem kantonu Bligny-sur-Ouche.

## Vývoj počtu obyvatel
Počet obyvatel